# Speleogobius
Speleogobius es un género de peces perciformes de la familia Gobiidae propios del mar Mediterráneo.

## Especies
Se reconocen las siguientes especies:
- Speleogobius llorisi Kovacic, Ordines & Schliewen, 2016[1]
- Speleogobius trigloides Zander & H. J. Jelinek, 1976